# Tithraustes submaxima
Tithraustes submaxima är en fjärilsart som beskrevs av Erich Martin Hering 1925. Tithraustes submaxima ingår i släktet Tithraustes och familjen tandspinnare. Inga underarter finns listade i Catalogue of Life.